# HUB都會台
HUB都会台（英語：HUB E City）是新加坡收費媒體公司星和視界旗下的电视频道之一，該頻道以中文广播为主，播出的節目包含綜藝節目、电视剧、以及電視動畫。另外星和视界的826频道（HUB都会+2）显示+2，表示他们会在2小时后播出825频道的相同节目，但在2015年7月28日无通告之下面临关闭。
该频道由星和电视（星和视界）拥有的，该电视台自辦頻道还有HUB Sensasi（现名：Astro Sensasi ）、HUB Sports 1-3、HUB娱家戏剧台等频道。
除此之外，星和视界用户可从2011年4月25日至2012年12月31日免费观赏，后来延长至2013年12月31日，但在无通告之下四度延长，并不设期限，後來第825頻道不僅屬於付費頻道，但第111頻道直至現在成為固定免費頻道。